# Chorlton (Cheshire West and Chester)
Chorlton – wieś w Anglii, w hrabstwie ceremonialnym Cheshire, w dystrykcie (ang. unitary authority) Cheshire West and Chester. Leży 20 km na południe od miasta Chester i 249 km na północny zachód od Londynu.
Do lokalnych zabytków należą Chorlton Hall i Chorlton Old Hall. 
W 2001 r. miejscowość liczyła 68 mieszkańców, która wg spisu z 2011 r. wzrosła do 124.